# チキン・ナゲット

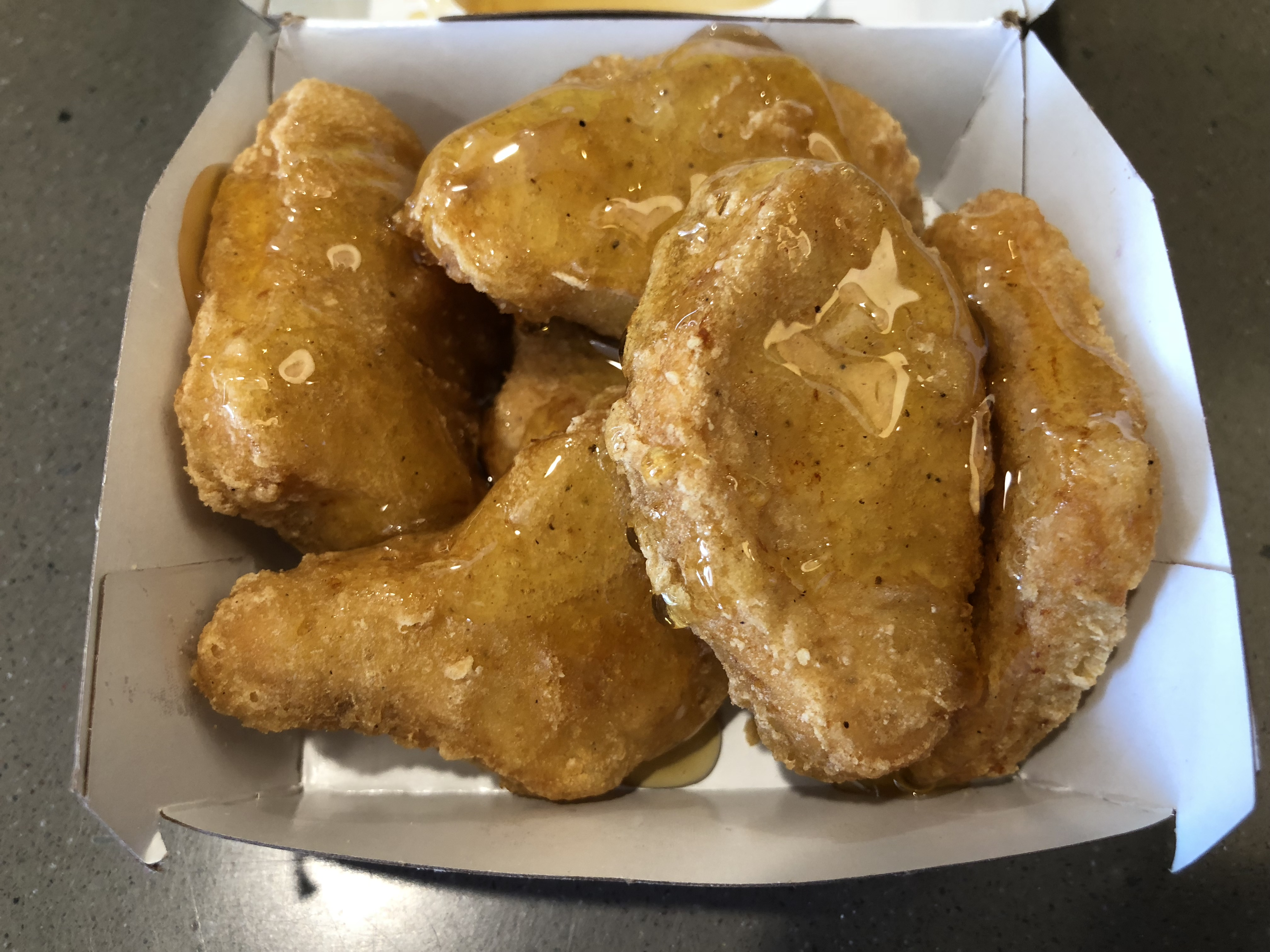
レストランでハチミツをかけたチキンナゲット

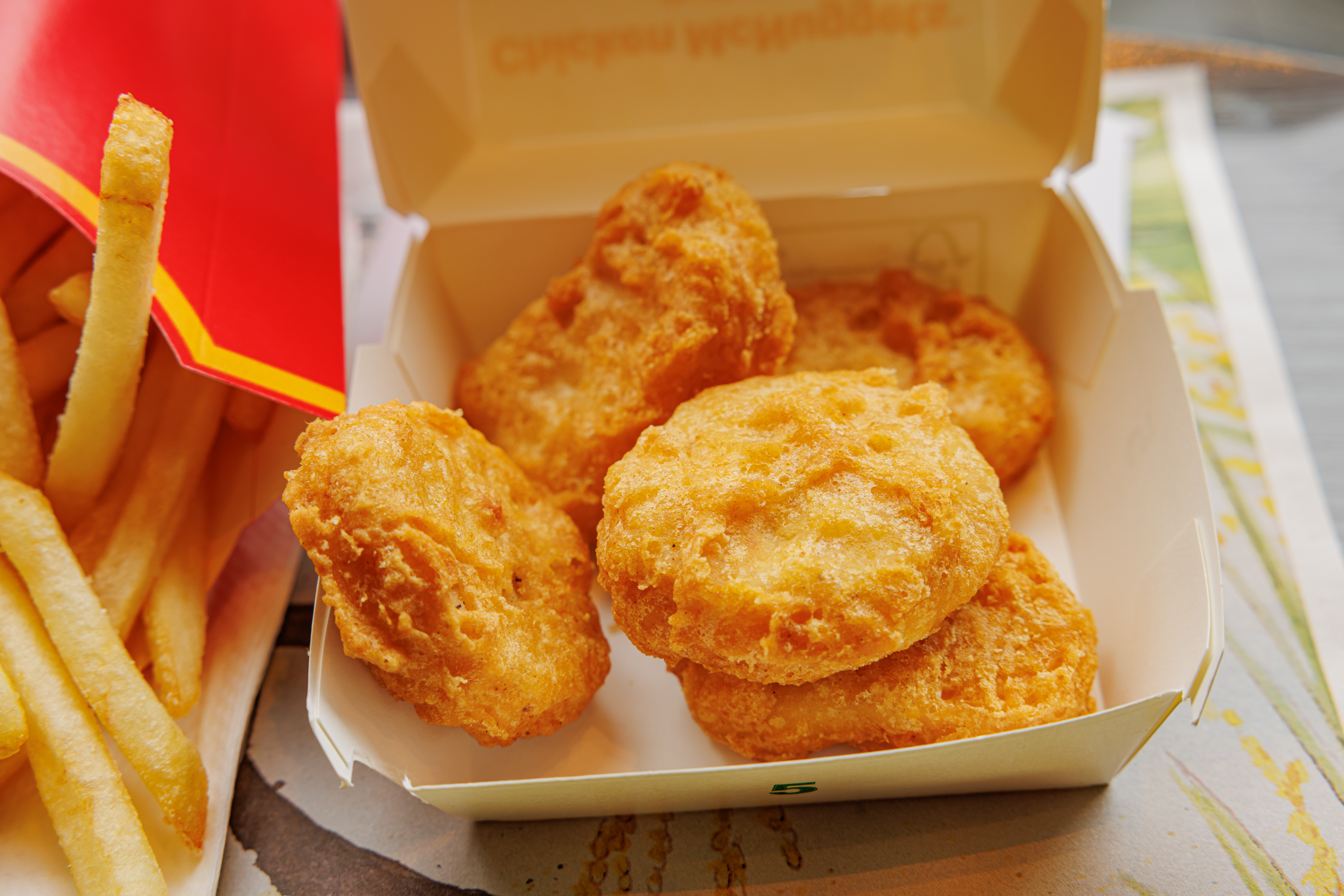
マクドナルドのチキンマックナゲット

チキン・ナゲット（英語: Chicken nugget）とは、鶏肉の小片や鶏挽き肉を塊にして、衣やパン粉をまぶして調理した料理である。なお、ナゲット（nugget）は英語で「天然金塊」を意味する。
日本には、日本マクドナルドによって1984年（昭和59年）に初めて持ち込まれ、当時の商品名は現在と異なり「マックチキンナゲット」であった。

## 概要
ファーストフード店では油で揚げて調理することが多い。一般家庭では焼き揚げて調理するのが普通である。バーベキューソースやマスタードソースなどを付けて食べるのが一般的である。
皮が無いとバラバラになりやすいため皮付き肉を使って調理する場合があるが、ファーストフードでは脂身や植物油を含む挽き肉の塊を使用して調理することが多く、皮以外の部分は機械処理された肉を使用するのが一般的である。皮と身で異なる種類の肉を使う場合もあるが、アメリカ合衆国の食品表示について定めた法律では、皮と身で異なる種類の肉を使ってはならないとされている。